# Triptolemma cladosum
Triptolemma cladosum är en svampdjursart som först beskrevs av William Johnson Sollas 1888.  Triptolemma cladosum ingår i släktet Triptolemma och familjen Pachastrellidae. Inga underarter finns listade i Catalogue of Life.